# 明 (姓)
明（めい）は、漢姓の一つ。

## 中国の姓
明（めい）は、中国の姓の一つ。2020年の中華人民共和国の統計では人数順の上位100姓に入っておらず、台湾の2018年の統計では287番目に多い姓で、700人がいる。
周王室と同じ姫姓である。南宋の鄭樵がまとめた『通志』氏族略では「父王（祖父）の字をもって氏とする」例として挙げられている。同書によれば次の通りに起源が記されている。
晋の献公が虞（姫姓の国）を滅ぼした際に、虞公と百里奚が捕えられた。百里奚はのちに秦国の大夫となり、子の孟明視（名は視、字は孟明。孟明視と呼ばれる）を得た。孟明視の支孫は、祖父の字の「明」の字をとって、氏としたという。
明氏は中国各地に広がったが、特に湖北の陽新には一大支族があり、最盛期には千戸に達して祠堂や祖廟を立てた。明氏の一部は、清の乾隆19年（1754年）に陽新から移って蘄春県の漕河に移住した。

### 著名な人物
- 明崇儼（中国語版） - 唐代の政治家。
- 明玉珍 - 元末農民反乱の指導者。「夏」を建国。
- 明昇 - 明玉珍の子、夏の第二代皇帝。

## 朝鮮の姓
明（めい、ミョン、朝: 명）は、朝鮮人の姓の一つである。2015年の国勢調査による韓国内での人口は29,110人。

### 由来
元末に中国で反乱を起こし「夏」を建国した明玉珍の子明昇は、明の朱元璋に降ったのち、高麗に移された。高麗の恭愍王は延安と白川を食邑として与えた。

### 著名な人物
- 明華燮 - 韓国の国会議員。
- 明炫官（朝鮮語版） - 韓国の政治家、海南郡守。
- 明国煥（朝鮮語版） - 韓国のトロット歌手。
- ミョン・ゲナム（朝鮮語版） - 韓国の俳優。
- ミョン・セビン - 韓国の女優。

### 氏族
明昇の末裔は西蜀明氏と呼ばれ、始祖を明玉珍、本貫を西蜀（四川省）としている。その一部の支族は本貫を延安郡とし、延安明氏と称する。西蜀明氏と延安明氏は合同の宗親会を持ち、1986年に『明氏大同譜』を刊行している。
| 氏族（地域） | 創始者                             | 人数（2015年） |
| ------------ | ---------------------------------- | -------------- |
| 加美明氏     |                                    | 9              |
| 開城明氏     |                                    | 64             |
| 居昌明氏     |                                    | 6              |
| 慶州明氏     |                                    | 16             |
| 近安明氏     |                                    | 11             |
| 錦山明氏     |                                    | 5              |
| 吉州明氏     |                                    | 41             |
| 丹陽明氏     |                                    | 7              |
| 沔川明氏     |                                    | 18             |
| 明川明氏     |                                    | 56             |
| 密陽明氏     |                                    | 8              |
| 報恩明氏     |                                    | 21             |
| 四蜀明氏     |                                    | 7              |
| 西独明氏     |                                    | 365            |
| 西淵明氏     |                                    | 7              |
| 西龍明氏     |                                    | 6              |
| 西堤明氏     |                                    | 17             |
| 西州明氏     |                                    | 7              |
| 舒川明氏     |                                    | 14             |
| 瑞草明氏     |                                    | 61             |
| 西蜀明氏     | 1362年に四川省に夏を建国した明玉珍 | 3,820          |
| 西村明氏     |                                    | 26             |
| 宣川明氏     |                                    | 6              |
| 星都明氏     |                                    | 153            |
| 星州明氏     |                                    | 55             |
| 世社明氏     |                                    | 5              |
| 世陟明氏     |                                    | 37             |
| 世草明氏     |                                    | 23             |
| 世蜀明氏     |                                    | 26             |
| 束草明氏     |                                    | 5              |
| 遂安明氏     |                                    | 17             |
| 順安明氏     |                                    | 13             |
| 彦陽明氏     |                                    | 6              |
| 汝南明氏     |                                    | 8              |
| 延白明氏     |                                    | 22             |
| 延山明氏     |                                    | 11             |
| 延安明氏     | 1362年に四川省に夏を建国した明玉珍 | 23,313         |
| 延日明氏     |                                    | 35             |
| 漣川明氏     |                                    | 25             |
| 延平明氏     |                                    | 9              |
| 延漢明氏     |                                    | 6              |
| 寧辺明氏     |                                    | 8              |
| 寧安明氏     |                                    | 18             |
| 霊岩明氏     |                                    | 18             |
| 礼安明氏     |                                    | 11             |
| 外蜀明氏     |                                    | 8              |
| 柔草明氏     |                                    | 7              |
| 定安明氏     |                                    | 153            |
| 中和明氏     |                                    | 8              |
| 珍山明氏     |                                    | 5              |
| 晋州明氏     |                                    | 8              |
| 青陽明氏     |                                    | 25             |
| 草邑明氏     |                                    | 11             |
| 巴蜀明氏     |                                    | 34             |
| 平壌明氏     |                                    | 15             |
| 漢陽明氏     |                                    | 60             |
| 咸陽明氏     |                                    | 7              |
| 咸川明氏     |                                    | 5              |
| 海南明氏     |                                    | 13             |
| 海州明氏     |                                    | 63             |
| 陜川明氏     |                                    | 12             |

## 琉球の姓
明（みん）は、琉球王国の士族が持った唐名（からなー）の姓のひとつ（沖縄県の名字参照）。

### 氏族
- 明氏亀谷家